# Josef Ludl
Josef Ludl (Dalovice, 3 giugno 1916 – 1º agosto 1998) è stato un calciatore e allenatore di calcio cecoslovacco, di ruolo centrocampista.

## Palmarès

### Giocatore

#### Competizioni nazionali
- Campionato ceco: 3

Sparta Praga: 1943-1944, 1945-1946, 1947-1948